# Renaissancearchitectuur

De kathedraal van Florence

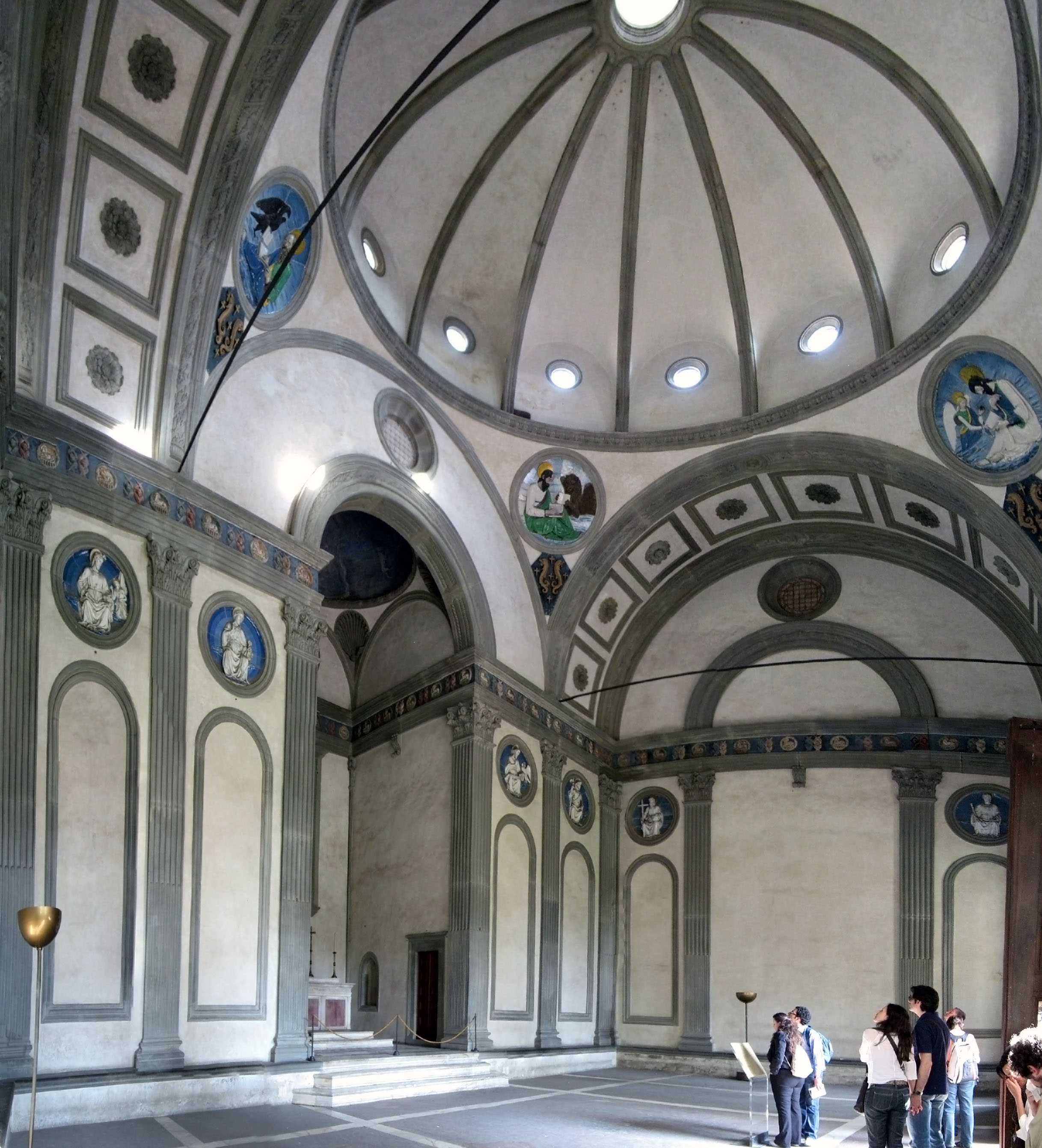
De Pazzi-kapel door Brunelleschi

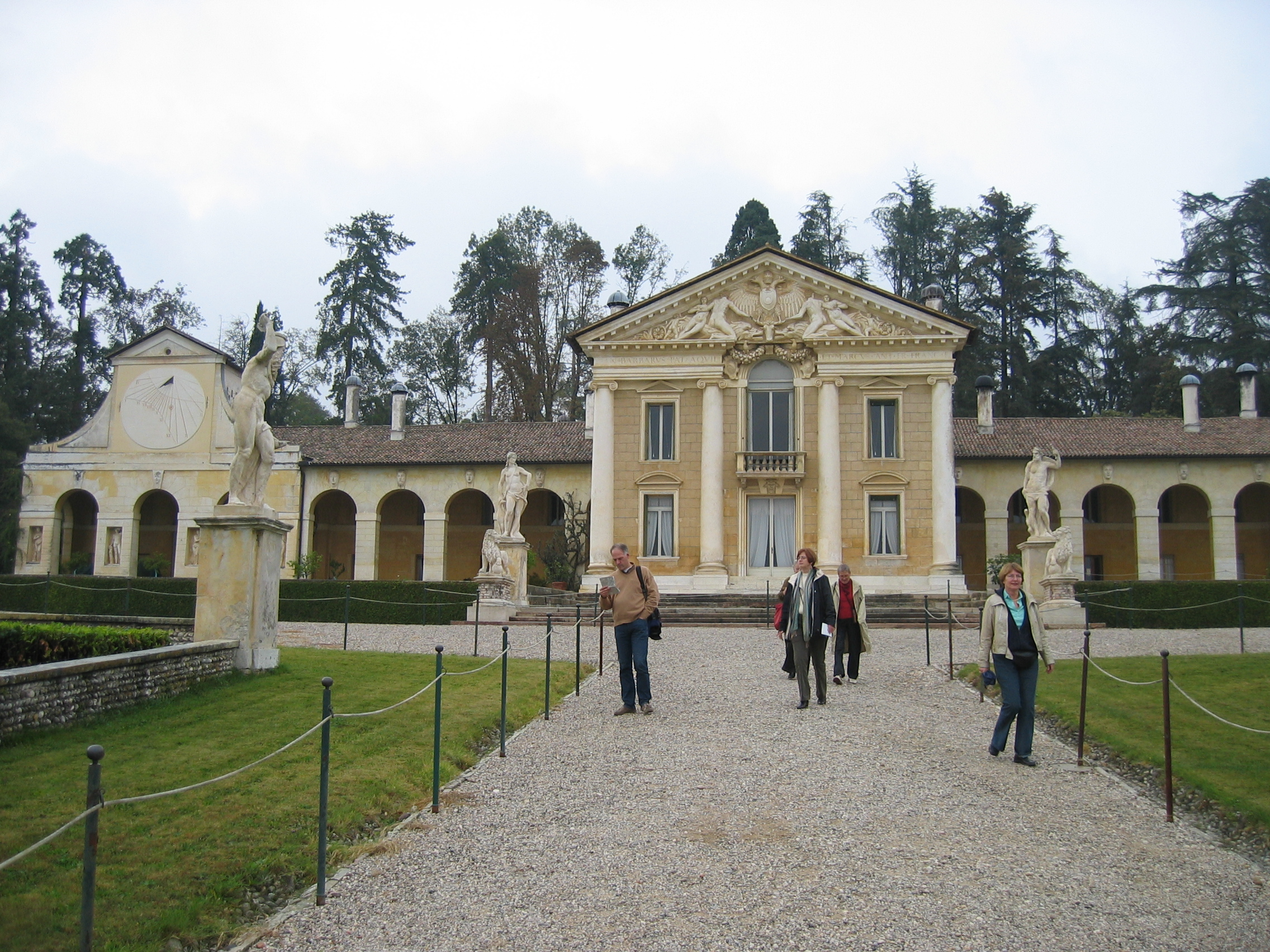
Villa Barbaro door Palladio

De renaissancearchitectuur is de stijlperiode van de architectuur in Europa die opkwam rond 1400 en rond 1600 overging in de barok. Het is een periode waarin bouwmeesters meer aanzien en zelfvertrouwen kregen en zich niet meer als ambachtslieden zagen, maar als geleerden.
De Oud-Griekse en Romeinse bouwkunst werd herontdekt en bewonderd. Proportie en harmonie waren erg belangrijk, zoals ook in de klassieke oudheid. Echter, waar de maatverhoudingen in de oudheid uit de muziektheorie werden gehaald, gebruikten architecten uit de renaissance vaak het menselijk lichaam als uitgangspunt. Kenmerkend is onder andere het gebruik van pilasters in de gevels en frontons boven raam- en deuropeningen.

## Geschiedenis

### Florence
De stad Florence wordt gezien als de bakermat van de vroege renaissance. Vanuit hier verspreidde de renaissancistische stijl zich door Italië. In de bouwkunst nam de architect Filippo Brunelleschi (1377-1446) hier het voortouw. Brunelleschi werd gevraagd een koepel op de gotische kathedraal van Florence te ontwerpen. De kennis over de techniek om koepels te construeren zoals in de Romeinse tijd was gedurende de middeleeuwen verloren gegaan. Door goed te kijken naar overgebleven Romeinse bouwwerken zoals het Pantheon, lukte het Brunelleschi tussen 1420-1436 een koepel te construeren. Een zeer bijzondere prestatie, die pas bij de bouw van de Sint-Pietersbasiliek werd overtroffen.
Brunelleschi gebruikte de Romeinse voorbeelden als inspiratiebron voor de nieuwe harmonische vormentaal en proportiesystemen die hij voor ogen had. Dit is bijvoorbeeld goed te zien in de Pazzi-kapel uit 1430. Klassieke elementen als de pilaster en het kapiteel zijn terug te vinden. Echter, deze hebben geen bijzondere functie in de draagconstructie, maar worden door Brunelleschi gebruikt om verhoudingen en vorm te benadrukken. Door de grijze kleur die contrasteert met de witte muren is dit extra goed zichtbaar.

### Venetië
Na Florence was Venetië een zeer belangrijk centrum van de Italiaanse renaissancistische kunst. Door de gunstige ligging van de havenstad en de nauwe handelsverbonden met het Byzantijnse Rijk floreerde de economie, en daarmee ook de architectuur. 
In 1453 vielen de Turken Constantinopel binnen, waardoor de handel met Venetië stagneerde. Rijkere Venetianen verlieten de stad voor veiligere investeringen: de villa rustica, een villa en boerenbedrijf. De villa was ook een tentoonstelling van de eigenaar zijn sociale status. Andrea Palladio (1508-1580) is een van de invloedrijkste architecten van villa's geweest. Een beroemd voorbeeld is Villa Barbaro (1560). Het ontwerpen van een woonhuis naar klassiek voorbeeld was niet eenvoudig, want er was nauwelijks nog informatie over hoe deze eruitzagen. Hierdoor namen Palladio en zijn collega's - ten onrechte - aan dat woonhuizen net als tempels portico's hadden. Deze statige façades gaven wel de uitstraling die de opdrachtgevers graag wilden. 
Een tegenhanger van de villa rustica is de villa suburbana. Deze villa was slechts een buitenverblijf, zonder faciliteit voor boerenactiviteiten. Villa Rotonda is zo'n villa suburbana. Het woonhuis, gemaakt voor een hoge functionaris aan het pauselijke hof, is een toonbeeld voor de stijl uit de renaissance. Het is een centraalbouw waar de belangrijkste geometrische vormen samenkomen, de vier façades met portico's zijn perfect symmetrisch, alle maten zijn volgens het klassieke propportiesysteem tot stand gekomen.

## Klassieke elementen

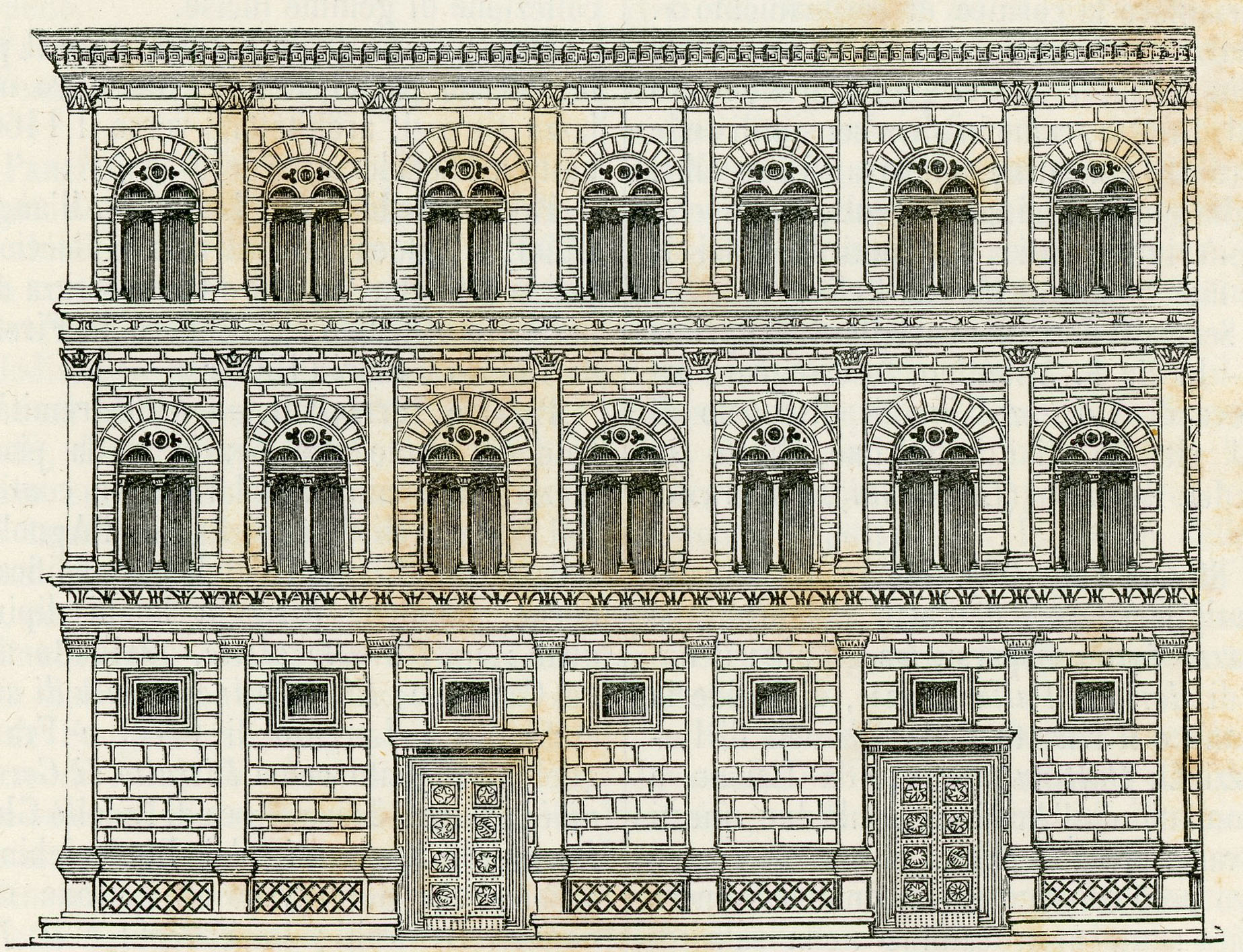
Op elke verdieping is een andere orde toegepast.

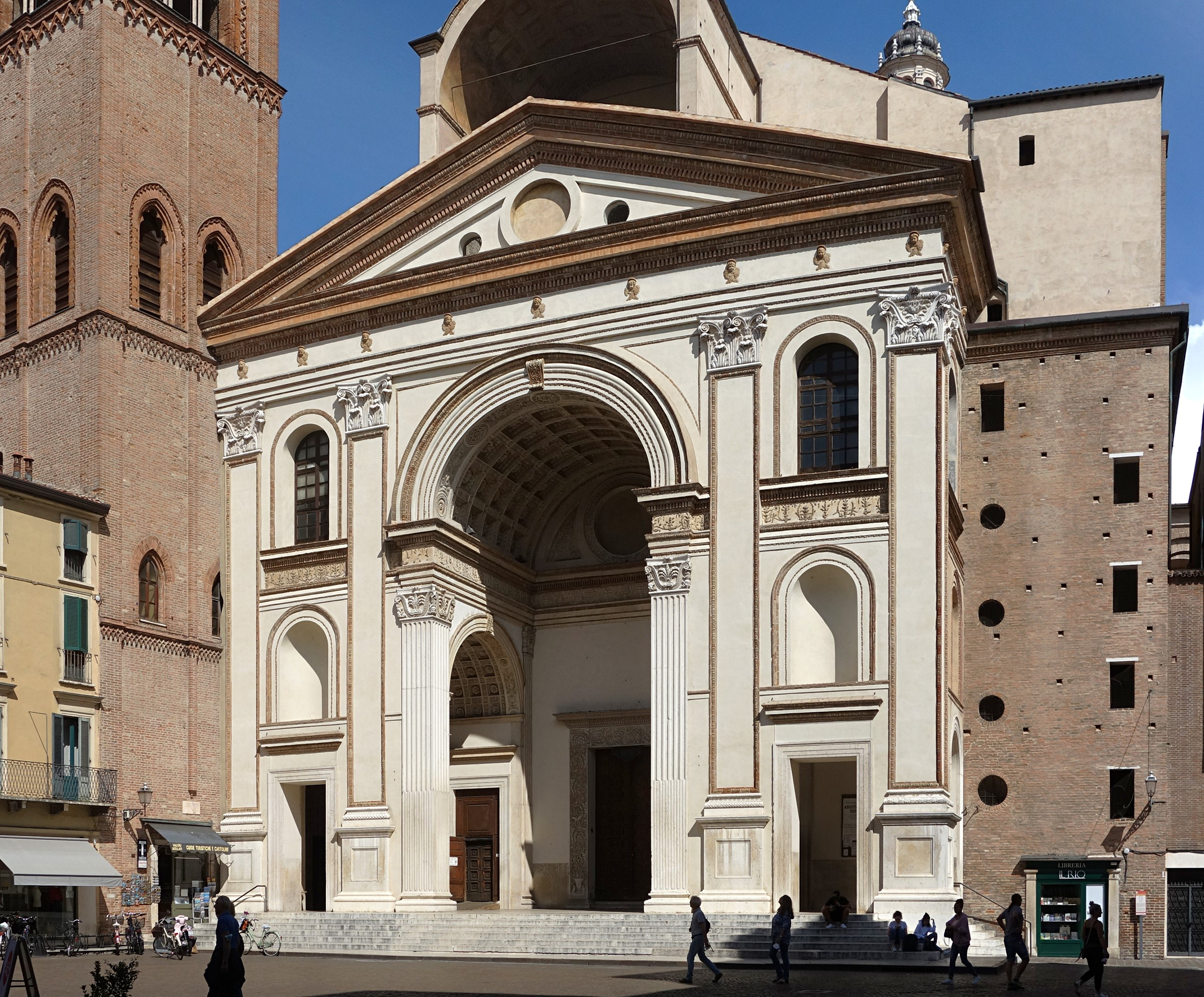
Sant'Andrea di Mantova door Leon Battista Alberti

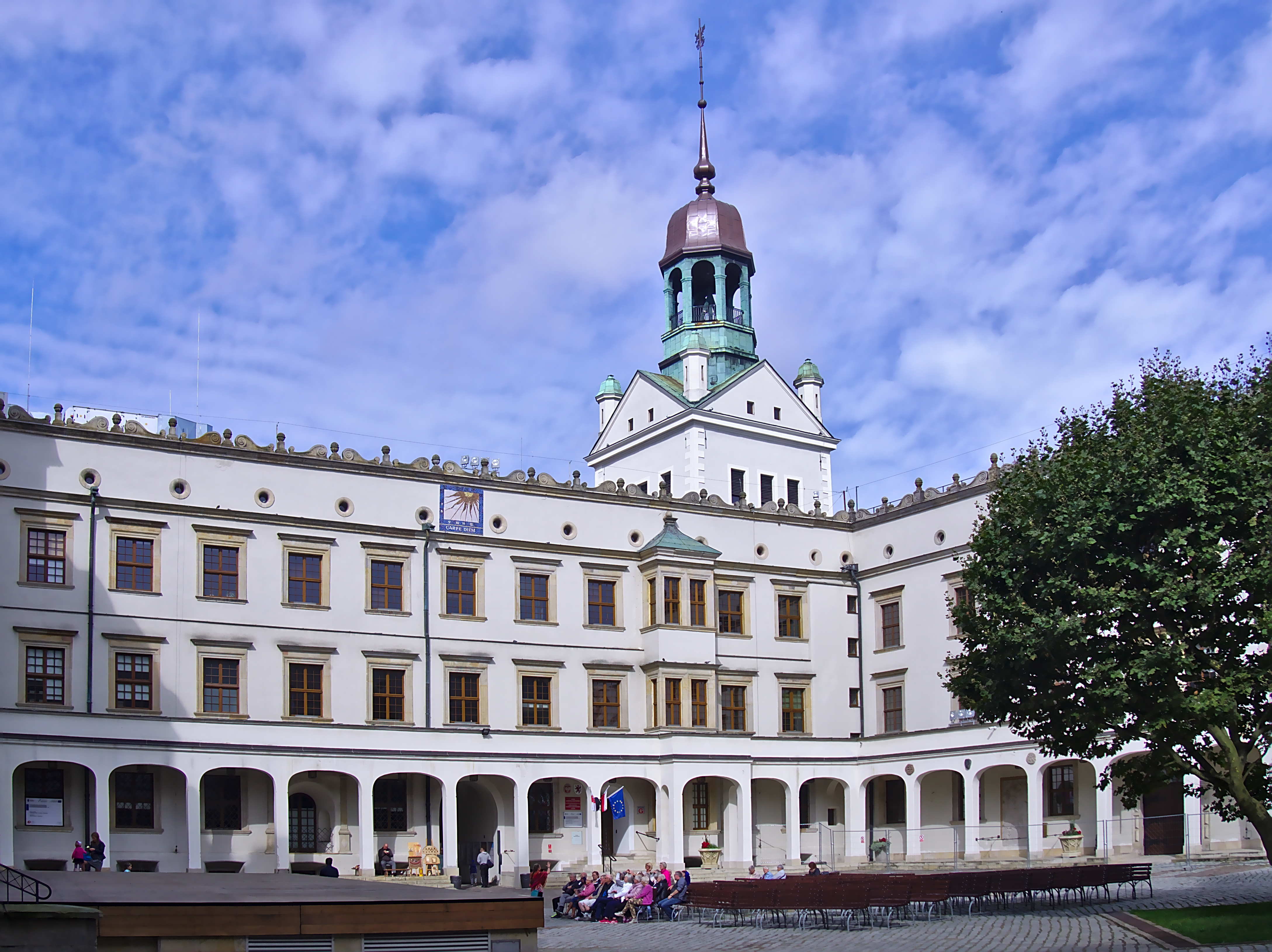
Slot van Stettin

Kennis over de klassieke bouwkunst verkreeg men door de overgebleven gebouwen te bekijken en te schetsen en door het lezen van De architectura (15 v.Chr.) van Vitruvius. Hierin stelt Vitruvius drie eisen aan een gebouw: firmitas (stevigheid), utulitas (bruikbaarheid) en venustas (schoonheid). Leon Battista Alberti (1404-1472), een Italiaanse filosoof en architect uit de renaissance, interpreteerde de term venustas als een rationele ordening, waarbij de proporties van alle elementen samensmelten, en je onmogelijk een element kan weghalen zonder de harmonie te verstoren. Deze opvatting van schoonheid is erg belangrijk voor de architecten uit de renaissance.

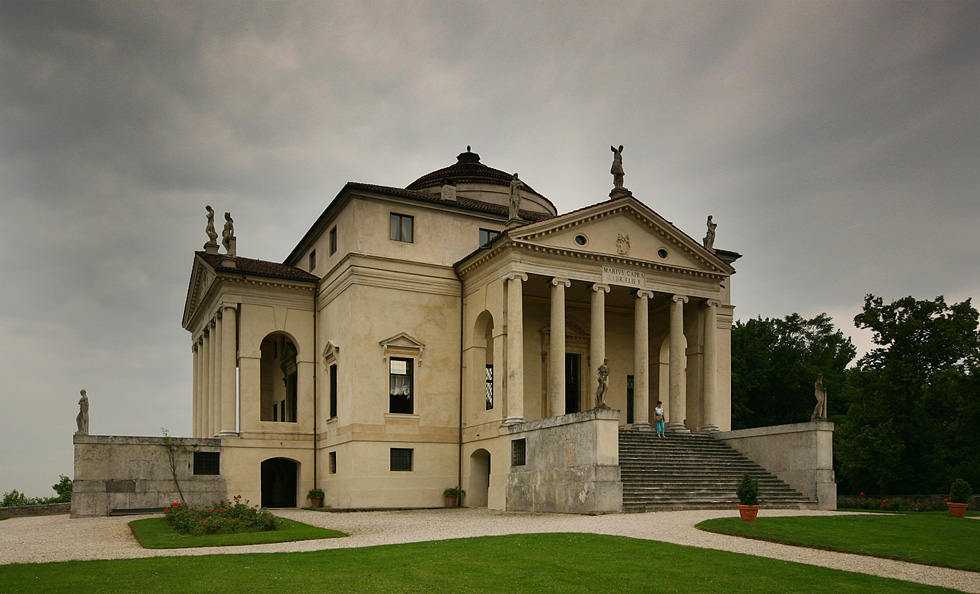
Villa Rotonda door Palladio

Opvallend is het gebruik van klassieke elementen, op een manier waar de klassieken zelf nooit voor gekozen zouden hebben. Een mooi voorbeeld daarvan is de Basilica Sant'Andrea di Mantova van Alberti. In de façade is een klassieke triomfboog te herkennen, maar ook een tetrastyl-portico. Ook werd de klassieke bouworde vaak gehanteerd met voor elke verdieping een andere orde.

## Architecten uit de renaissance
- Filippo Brunelleschi (1377-1446)
- Andrea Palladio (1508-1580)
- Leon Battista Alberti (1404-1472)
- Michelozzo (1396-1472)
- Donato Bramante (1444-1514)
- Giulio Romano (1499-1546)
- Cornelis Floris de Vriendt (1513/14-1575)
- Michelangelo Buonarroti (1475-1564)
- Galeazzo Alessi (1512-1572)
- Bartolomeo Ammanati (1511-1592)
- Pierre Lescot (1510-1578)
- Rafaël (1483-1520)
- Antonio da Sangallo (1483-1546)
- Giuliano da Sangallo (1445-1516)
- Jacopo Sansovino (1486-1570)
- Santi Gucci (1530-1600)
- Giorgio Vasari (1511-1574)
- Leonardo da Vinci (1452-1519)